# Koło
Koło (od 1939. do 1945. Warthbrücken) je grad u zapadnoj Poljskoj.

## Vanjske poveznice

### Ostali projekti
|  | Zajednički poslužitelj ima stranicu o temi Koło |